# Hiện tượng quan sát thấy UFO ở Quần đảo Canaria
Đây là danh sách những trường hợp được cho là đã nhìn thấy vật thể bay không xác định hoặc UFO ở Quần đảo Canaria:
- Vụ chứng kiến UFO ở Quần đảo Canaria vào ngày 24 tháng 11 năm 1974.[1]

- Vụ chứng kiến UFO ở Quần đảo Canaria vào ngày 22 tháng 6 năm 1976.[2]  Đáng chú ý là thời lượng của vụ này (kéo dài hơn 40 phút), nhiều địa điểm (nó được nhìn thấy ở Tenerife, La Palma, La Gomera, Gran Canaria và từ một con tàu trên biển) và nhiều nhân chứng (vài trăm người, bao gồm cả nhân viên dân sự và quân nhân). Đây là một trong số ít lời tường thuật bao gồm trình báo của hai nhân chứng kể chi tiết về những người cư ngụ bên trong một chiếc phi thuyền dù Thẩm phán quân sự Antonio Munaiz từng coi vụ này có điểm đáng ngờ đã viết báo cáo gửi chính phủ Tây Ban Nha và phỏng vấn các nhân chứng cũng như do Trung tướng Carlos Dolz de Espejo của Không quân thực hiện vào thời điểm bổ nhiệm. Báo cáo chính thức về vụ việc của Không quân Tây Ban Nha đã được giải mật vào tháng 6 năm 1994. Phần lớn nội dung bản báo cáo này được công bố rộng rãi vào năm 1977, sau khi nhà báo và nhà điều tra hiện tượng huyền bí J.J. Benitez đã nhận được báo cáo tương tự và sử dụng nó làm cơ sở cho một cuốn sách về các trường hợp UFO.[2]

- Vụ chứng kiến UFO ở Quần đảo Canaria vào ngày 19 tháng 11 năm 1976.[3]

- Vụ chứng kiến UFO ở Quần đảo Canaria vào ngày 5 tháng 3 năm 1979.[4]